# NGC 1336
NGC 1336 é uma galáxia elíptica (E-S0) localizada na direcção da constelação de Fornax. Possui uma declinação de -35° 42' 48" e uma ascensão recta de 3 horas, 26 minutos e 32,0 segundos.
A galáxia NGC 1336 foi descoberta em 22 de Outubro de 1835 por John Herschel.